# Paralelo 26 N
O paralelo 26 N é um paralelo que está 26 graus a norte do plano equatorial da Terra.
Este paralelo define em parte a Fronteira Mauritânia-Saara Ocidental.
Começando no Meridiano de Greenwich na direcção leste, o paralelo 26 N passa sucessivamente por:
| País, território ou mar              | Notas |
| ------------------------------------ | --- |
| Argélia                              | |
| Líbia                                | |
| Egito                                | |
| Mar Vermelho                         | |
| Arábia Saudita                       | |
| Golfo Pérsico                        | Golfo do Barém |
| Bahrein                              | |
| Golfo Pérsico                        | Golfo do Barém |
| Catar                                | |
| Golfo Pérsico                        | Passa entre as ilhas Bani Forur e Sirri, Irão · Passa entre as Ilhas Tunb e a ilha Abu Musa, controlada pelo Irão e reivindicada pelos Emirados Árabes Unidos                          |
| Emirados Árabes Unidos               | |
| Omã                                  | Península de Moçandão |
| Oceano Índico                        | Golfo de Omã |
| Irão                                 | |
| Paquistão                            | |
| Índia                                | Rajasthan Madhya Pradesh Uttar Pradesh Bihar West Bengal |
| Bangladesh                           | |
| Índia                                | West Bengal - cerca de 4 km |
| Bangladesh                           | |
| Índia                                | Assam Meghalaya Assam Nagaland |
| Myanmar (Birmânia)                   | |
| China                                | Yunnan Guizhou Guangxi Hunan (passa Guangxi e Hunan várias vezes) Jiangxi Fujian — passa a sul de Fuzhou                                                                               |
| Mar da China Meridional              | Passa a norte das disputadas Ilhas Senkaku |
| Oceano Pacífico                      | Passa a sul de Okinawa, Japão · Passa a norte da ilha Kita Daito, Japão · Passa a norte da Ilha Lisianski, Havaí, Estados Unidos · Passa a norte do atol Laysan, Havaí, Estados Unidos |
| México                               | Península da Baixa Califórnia |
| Golfo da Califórnia                  | |
| México                               | Ilha Carmen |
| Golfo da Califórnia                  | |
| México                               | Sinaloa Chihuahua Durango Coahuila Nuevo León Tamaulipas |
| Estados Unidos                       | Texas |
| Golfo do México                      | |
| Estados Unidos                       | Flórida |
| Oceano Atlântico                     | |
| Bahamas                              | Ilha Grande Abaco |
| Oceano Atlântico                     | |
| Saara Ocidental                      | Reclamado por Marrocos |
| Fronteira Mauritânia-Saara Ocidental | |
| Mauritânia                           | |
| Argélia                              | |